# خویت دوم
خویت دوم (به انگلیسی: Khuit II) یک ملکه همسر در مصر باستان بود که در دوران حکمرانی دودمان ششم مصر زندگی می‌کرد. وی همسر تتی بود.
خُویت (Khuit) ممکن است نخستین همسر بزرگ سلطنتی در دوران سلطنت تتی بوده باشد. اگر چنین باشد، جایگاه او بعدها توسط ایپوت یکم تصاحب شده است. بنا بر نظر یانوشی و کالندر، خُویت احتمالاً مادر فرعون اوسرکارع بوده، اما این موضوع به هیچ‌وجه قطعی نیست و برخی منابع، ملکه‌ای به نام خِنت‌کاوس چهارم را مادر اوسرکارع می‌دانند. خُویت مادر تتی‌عنخ‌کم بوده و دختر او نیز ممکن است شِش‌ششت ششیت بوده باشد.
بر اساس شواهد به‌جامانده از یادمان‌های او، خُویت دارای القاب رسمی زیر بوده است:
- همسر پادشاه (ḥmt-niswt)، همسر پادشاه، محبوب او (ḥmt-niswt mryt.f)
- همدم حوروس (smrt-ḥrw)[۵]

اهرام ایپوت یکم و خُویت میان ژوئیه ۱۸۹۷ تا فوریه ۱۸۹۹ توسط ویکتور لره در شمال مجموعه هرمی تتی در سقاره کشف شدند.